# Палаццо Пизани-Моретта
Пала́ццо Пиза́ни-Море́тта (итал. Palazzo Pisani Moretta) — палаццо (городской дворец) в Венеции на Гранд-канале, расположенный в сестиере (районе) Сан-Поло между Палаццо Тьеполо и Палаццо Барбариго делла Терацца. Построен во второй половине XV века. Позднее его интерьеры были перестроены. Фасад выполнен в стиле венецианской готики.

## История
Дворец построен во второй половине XV века знатной семьёй Бембо. В 1596 году владельцы примыкающего к северу Палаццо Барбариго делла Терацца пристроили к северной стене дворца длинное крыло. В 1629 году дворец Бембо перешёл к ветви семьи Пизани. Именование палаццо «Пизани Моретта» восходит к искажению имени предка семьи Альморо Пизани (итал. almorò — тёмный, чёрный; итал. moretta — смуглянка). В 1737 году, после смерти Франческо Пизани Моретты, последнего наследника мужского пола в семье, палаццо унаследовала его дочь Кьяра Мария Пизани Моретта (1773—1840). Она осуществила значительную перестройку здания: снесла внешнюю лестницу, заменила парадную лестницу, а внутренние помещения расписали самые известные художники того времени.
Джованни Филиппо Барбариго (1773—1843), единственный наследник соседнего палаццо, в 1793 году женился на Кьяре наследнице Палаццо Пизани Моретта. Пара, вероятно, жила на втором этаже, что объясняет, почему Кьяра получила крыло на втором этаже Палаццо Пизани Моретта по отцовской линии и соединила его с Палаццо Барбариго делла Террацца переходом через Калле Корнер. В марте 1793 года Альвизе Барбариго поручил архитектору Джан Антонио Сельве создать небольшой эркер своего дворца, внешняя сторона которого упирается в стены палаццо Пизани Моретта. Два здания всё более переплетались между собой.
Палаццо Пизани Моретта оставался в семье Пизани до 1880 года, затем сменил владельца. Дворец и в настоящее время является частным. Он известен также тем, что в разные годы принимал важных исторических личностей, таких как Жозефина Богарне, Иосиф II Габсбург-Лотарингский, российский император Павел I. В отреставрированном дворце во время венецианского карнавала по-прежнему проходят роскошные балы-маскарады.

## Архитектура и живопись

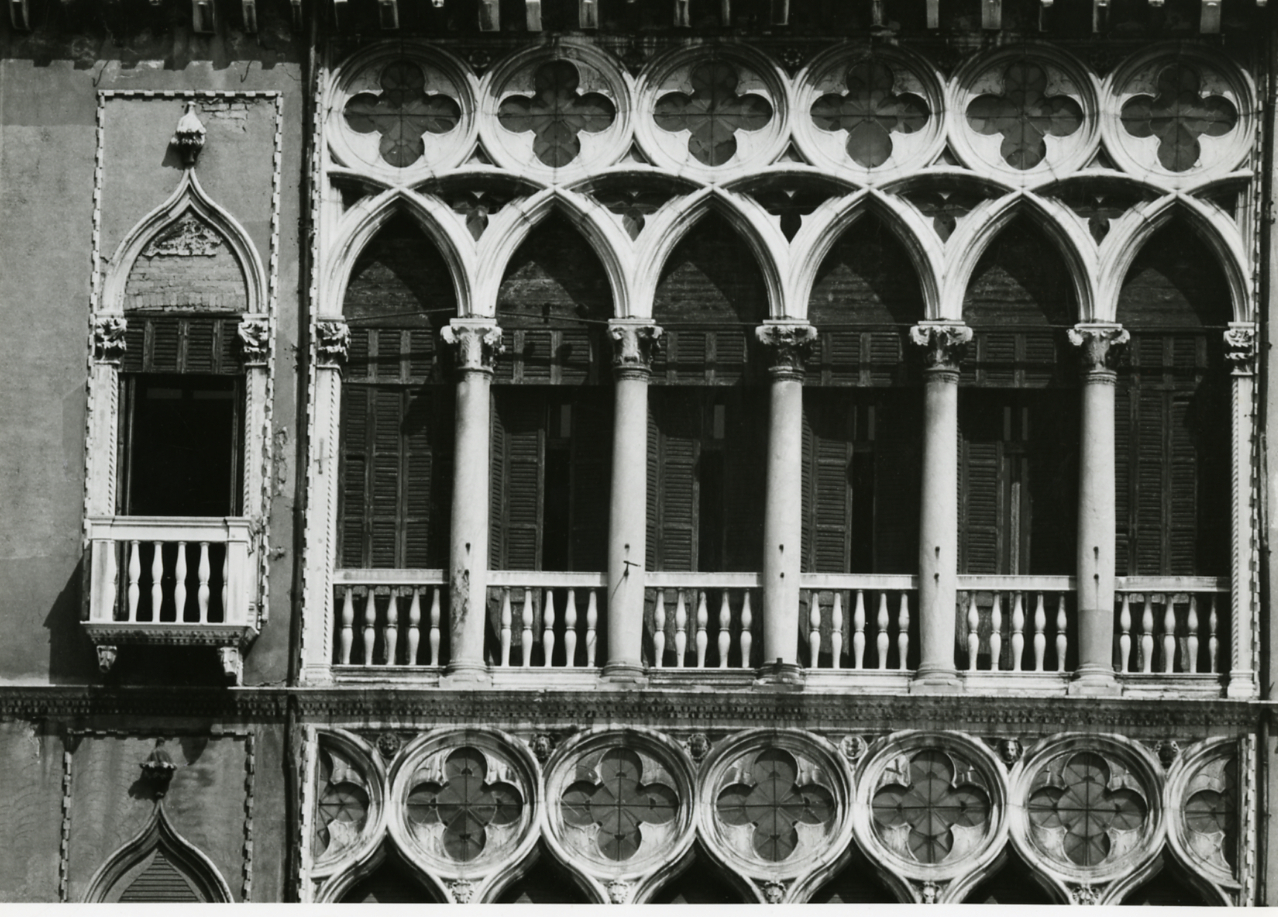
Фасад дворца. Деталь. Фотография П. Монти. 1969

Фасад здания оформлен в характерном стиле венецианской «цветистой», или «цветущей», готики (итал. fiorito) с балконами второго и третьего «благородных этажей» (итал. piano nobile), стрельчатыми арками и окнами-квадрифолиями. Верхний антресольный этаж также имеет непрерывный (ленточный) ажурный балкон.
Интерьеры выполнены в стиле барокко и неоклассицизма и в основном относятся к XVIII веку. В ходе реконструкции около 1770 года была убрана готическая лестница во внутреннем дворе за зданием, которая первоначально вела ко второму «благородному этажу» через две промежуточные площадки. Палаццо также было расширено за счет террасы на крыше.
Первый благородный этаж, организованный вокруг входного коридора (портего) длиной около 24 метров, украшен фресками Якопо Гуараны («Свет, побеждающий тьму», и «Аполлон в утренние часы»). В двух боковых комнатах размещены работы Джамбаттисты Тьеполо («Встреча Венеры и Марса», 1743) и Пьетро Лонги. Другими работами, которые когда-то хранились во дворце, но теперь перенесены, являются «Семья Дария у ног Алессандра Великого» Паоло Веронезе и «Смерть Дария» Джамбаттисты Пьяццетты, которые теперь переданы соответственно в Национальную галерею в Лондоне и в музей Ка-Реццонико в Венеции.
Во втором благородном этаже находится бальный зал. Первоначально были также работы Джузеппе Анджели, Гаспаре Дициани, Джамбаттиста Пьяццетта и Костантино Седини.